# Charlotte Sainton-Dolby
Charlotte Helen Sainton-Dolby (17 mai 1821 - 18 février 1885) est une contralto britannique, cantatrice d'oratorio, professeure de chant et compositrice.

## Biographie
Charlotte Helen Dolby est née à Londres, fille de Samuel Dolby et Charlotte Niven. Son père meurt quand elle a 10 ans. Elle étudie à l'Académie Royale de Musique à partir de 1832 à 1837, élève de James Bennett, d'Elliott, Domenico Crivelli (en) est son maître de chant principal, Mistress Montague son professeure de piano. En 1837, elle obtient une bourse du roi, et apparaît pour la première fois à un concert au Royal Philharmonic Society en 1841. En octobre 1845, elle chante à la Gewandhaus de Leipzig, grâce à l'influence de Mendelssohn, qui a été ravi par son chant dans son oratorio Saint-Paul. La pièce de contralto de Élie est écrite pour sa voix, mais elle ne figure pas dans ce travail jusqu'à la représentation à Exeter Hall le 16 avril 1847.
En 1852, elle chante avec Sims Reeves, Pauline Viardot-Garcia, Italo Gardoni, Louisa Pyne et Karl Formes (en) dans les premières représentations des oratorios Israel Restored de William Richard Bexfield (en) et Jerusalem de Henry Hugh Pierson (en) au Festival de Norwich (en).

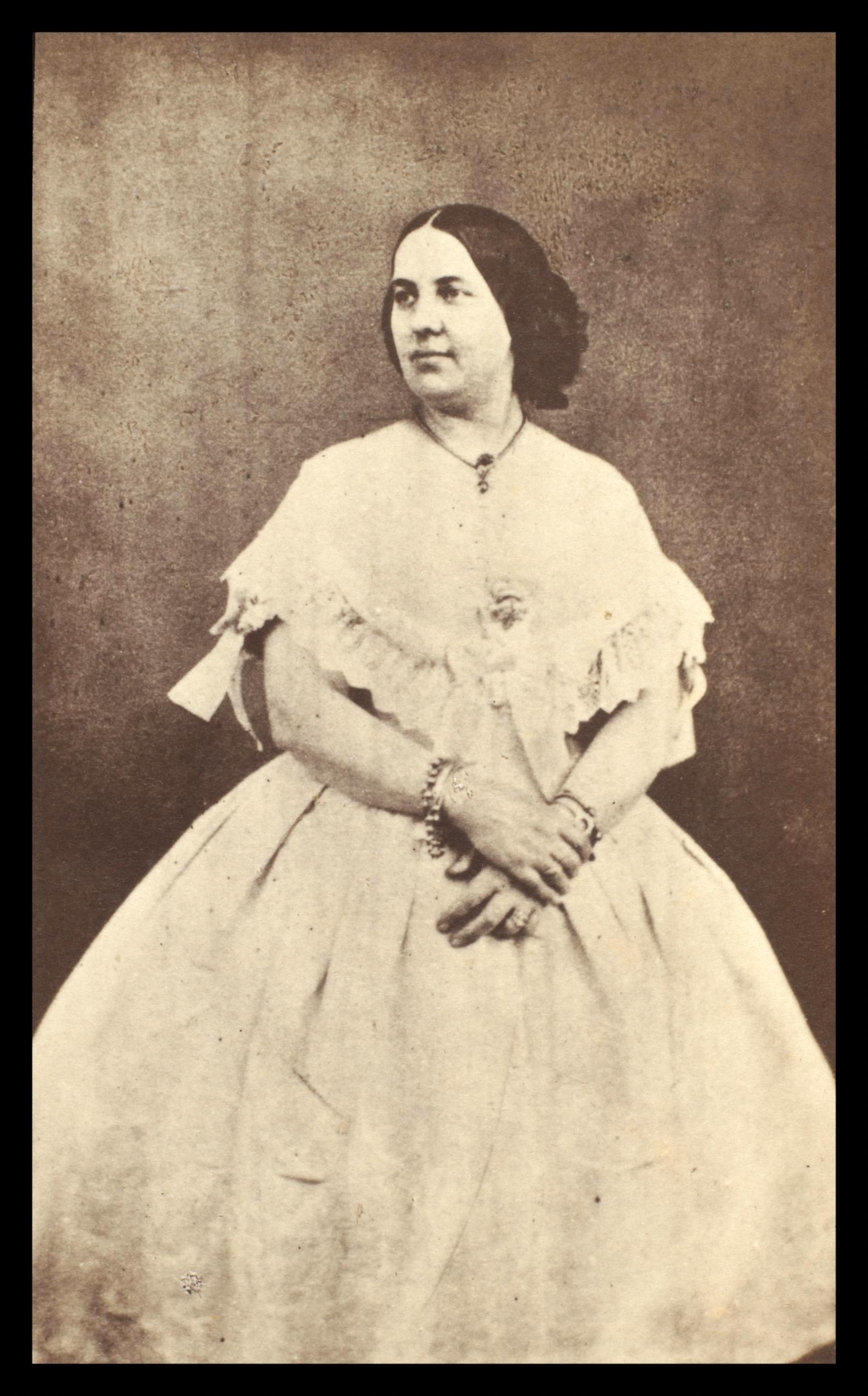
Charlotte Dolby par Henry Hering

Elle est l'une des principales solistes dans la première représentation de Bach en anglais, la Passion selon Saint Matthieu, dirigé par William Sterndale Bennett à la Hanover Square Chambres à Londres le 6 avril 1854.
Elle participe à un concert de chants de Luigi Gordigiani, qui a lieu au début d'août 1855, au New Beethoven Room, à Londres, avec Wilhelmy, Giovanni Battista-Belletti, Bettini et Ciabatta, et les instrumentistes Charles Hallé (pianoforte) et Guillaume Paque (violoncelle).
À la clôture de la saison 1856, pendant la seconde quinzaine de juillet, elle participe à plusieurs grands concerts dans la nouvelle salle des Jardins royaux de Surrey (en), où se produisent avec elle Mmes Marietta Alboni, Gassier, Clara Novello, Hermine Küchenmeister-Rudersdorf, Arabella Goddard, ainsi que Sims Reeves, Bazzini, Piatti, Sivori, Bottesini.
Elle épouse le violoniste Prosper Sainton en 1860, et, en 1870, elle prend sa retraite, mais deux ans après, démarre une école de chant (Vocal Academy), à Londres. Elle fait plusieurs tentatives réussies en tant que compositrice, avec les cantates The Legend of St Dorothea (1876), une scène lyrique, The Story of the Faithful Soul (1879), et Florimel (1885), qui connaissent un vif succès ainsi que Thalassa, dont le sujet est emprunté à un conte d'Andersen.
Sa dernière apparition publique a lieu au concert d'adieu de son mari en juin 1883, elle meurt en 1885.
Elle a un fils unique, peintre. Son petit-fils est le compositeur, chef d'orchestre et violoniste Philip Sainton (1891-1967).
Une bourse d'études en sa mémoire est créée à l'Académie Royale de Musique. Sa voix est d'une puissance modérée et de bonne qualité, mais c'est de sa dignité et de style artistique qui lui donne la place forte, elle occupe pendant de nombreuses années à la fois dans l'oratorio et de ballades.